# Marco Papirio Crasso
Marco Papirio Crasso (fl. IV secolo a.C.) è stato un politico romano.

## Biografia
Nel 332 a.C. fu nominato dittatore perché si temeva un attacco dei Galli, che invece non ci fu. Marco scelse Publio Valerio Publicola come proprio magister equitum.